# Калинина, Татьяна Александровна
Татьяна Александровна Кали́нина (род. 15 мая 1948 или 15 апреля 1948, Ленинград) — советская и российская поэтесса, автор текстов песен, переводчик прибалтийских поэтов.

## Биография
Окончила филологический факультет Ленинградского государственного университета по специальности «филолог-русист». С 1971 года работает во Всероссийском музее имени А. С. Пушкина, ведущий научный сотрудник отдела экспозиции.
Татьяна Калинина является автором многочисленных стихотворений, текстов песен для кинофильмов и спектаклей, а также эстрадных композиций, написанных в соавторстве с Андреем Петровым, Сергеем Баневичем, Анатолием Кальварским, Валерием Бровко и другими композиторами. Песни на стихи Калининой входят в репертуар таких известных артистов, как Людмила Сенчина, Михаил Боярский, Александр Хочинский, Альберт Асадуллин, Ирина Понаровская, Елена Дриацкая, Виктор Кривонос, Галина Невара, Наталья Нурмухамедова.
Лауреат ряда всесоюзных конкурсов песни.
Живёт и работает в Санкт-Петербурге.

## Дискография
- 2004 — «Дорога без конца…» («Песни на стихи Татьяны Калининой») (CD)[4]

## Избранные песни
- «Грёза о мире» (также известна под названием «В счастливый миг, в счастливый час») (музыка Сергея Баневича) исполняют Елена Дриацкая и Виктор Кривонос (а также Альберт Асадуллин)
- «Сталинград» (музыка Вениамина Баснера) исполняют Таисия Калинченко и Александр Хочинский
- «Материнская любовь» (музыка Андрея Петрова) исполняет Ирина Понаровская
- «Никогда» (музыка Виктора Резникова) исполняет Виктор Резников, Анна Широченко
- «Письмо» (музыка Анатолия Кальварского) исполняет Михаил Боярский
- «Старые друзья» (музыка Валерия Бровко) исполняет Михаил Боярский
- «Дорога без конца» (музыка Сергея Баневича) исполняет Альберт Асадуллин (а также Виктор Кривонос), лауреат Песни-84